# Модлинська фортеця

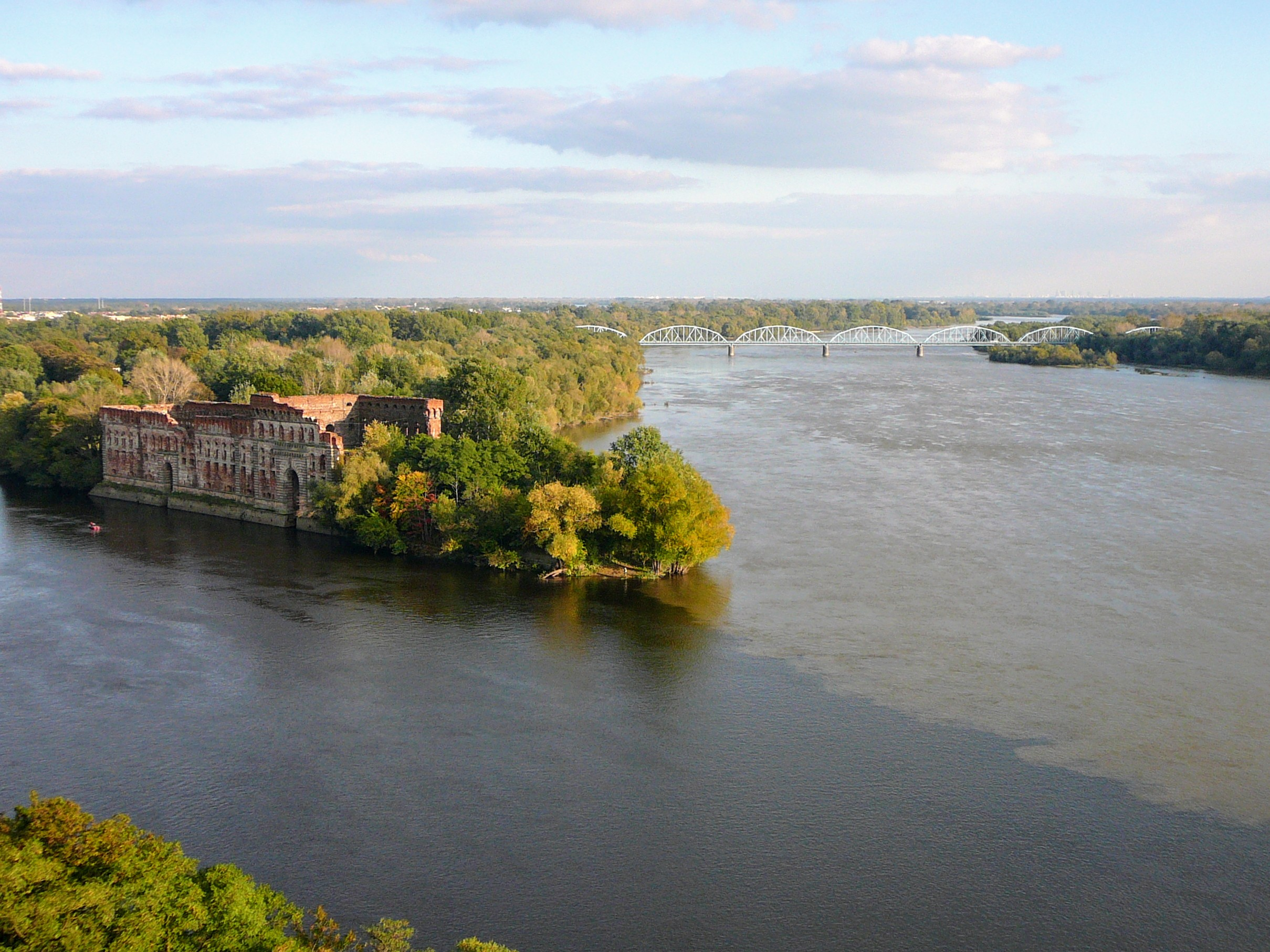
Один з фортів фортеці

Модлинська фортеця (пол. Twierdza Modlin) — фортеця XIX століття, одна з найбільших в Польщі, розташована в селі Модлин, яке сьогодні є районом міста Новий-Двір-Мазовецький (за 30 км від Варшави), в місці злиття Вісли і Нарева.

## Історія
Перші укріплення на місці фортеці були зведені шведами в XVII столітті — 1655 року шведські війська побудували на цьому місці укріплений табір, що контролював переправу через Віслу. Після поразки шведів побудовані ними укріплення були зруйновані. Під час Північної війни укріплення в цьому місці будували саксонські війська під командуванням Адама Штейнау.
У 1774 році після поділу Польщі і відходу цього важливого пункту до Російської імперії Сухтелен склав проєкт побудови фортеці на цьому місці, однак він не був реалізований.
У 1806 році Наполеон наказав побудувати в Герцогстві Варшавському ряд фортець, серед них і Модлин, для забезпечення переправи через Віслу і Нарев. У 1807–1812 роках французькими інженерами була побудована сучасна Редутна фортецю за проєктом Франсуа Шасслу-Лоба. На будівництві було зайнято 10-12 тисяч місцевих селян. Після розгрому наполеонівської армії в Росії французькі війська пішли з фортеці і вона була зайнята армією союзного Наполеону герцогства варшавського під командуванням наполеонівського генерала голландського походження Германа Віллема Данделса (Herman Willem Daendels). 5 лютого 1813 фортеця була обложена російською армією в 36 тисяч чоловік. Гарнізон витримував облогу до 1 грудня 1813 року, довше всіх інших французьких фортець на Віслі.

Варшавський фортифікаційний регіон, зокрема Варшава і фортеця Новогеоргіївськ і сполучні роботи. Роботи, відмічені в сірим, планувалися, але не були здійснені. До 1914 варшавська фортеця не функціонувала

Під час Польського повстання 1830 фортеця була опорним пунктом повсталих. Оточена російськими військами, вона здалася після поразки повстанців.
Після цього за вказівкою Миколи I модлинська фортеця була значно розширена і перейменована в Новогеоргіївську. Складання проєкту було доручено генералам Дену і Фельдману. Будівництво йшло дуже інтенсивно і було близько до закінчення вже в 1836 році. Наприкінці XIX століття фортеця була модернізована — навколо цитаделі була побудована лінія фортів.
Під час першої світової війни значно застаріла фортеця протрималася проти німецької армії тільки 10 днів. 28 липня німці оточили фортецю, захопивши всі її західні форти (Зегрж, Демба, Сероцького, Беньямін), потім почав бомбити з літаків і обстрілювати з важких гармат, після чого взяли штурмом внутрішні форти. Фортеця пала 7 (20) серпня 1915 року.
Після здобуття Польщею незалежності фортеця використовувалася польською армією. Під час другої світової війни фортеця, захищаючи Варшаву, оборонялася проти німців польськими силами під командуванням генерала Віктора Томе, в минулому офіцера російської армії. Захисники фортеці капітулювали наступного дня після того, як 28 вересня припинив опір Варшавський гарнізон.

## Галерея

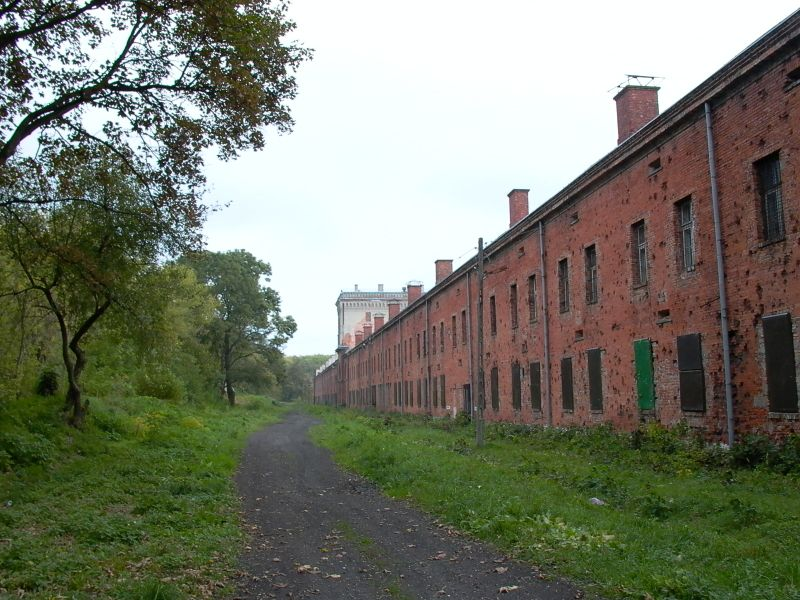
Споруди фортеці
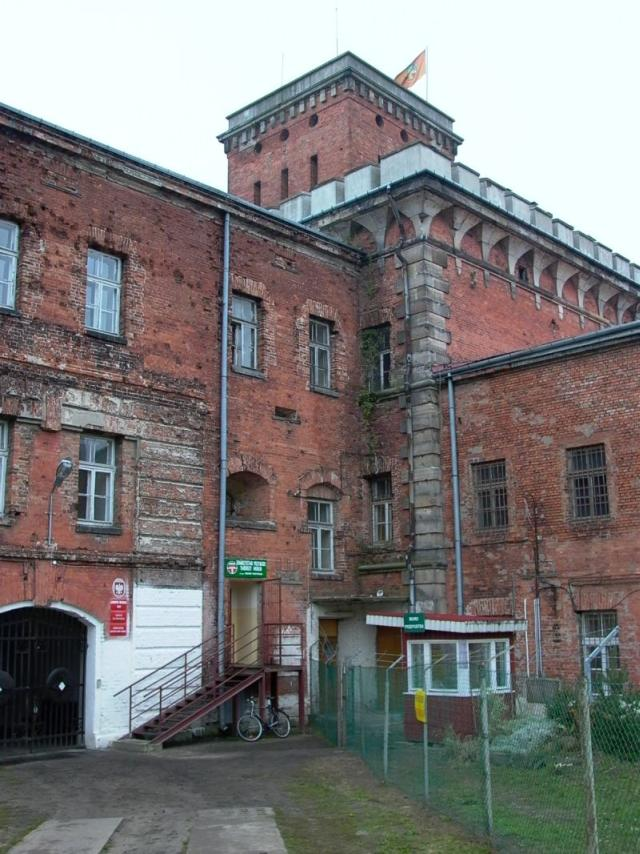
Споруди фортеці
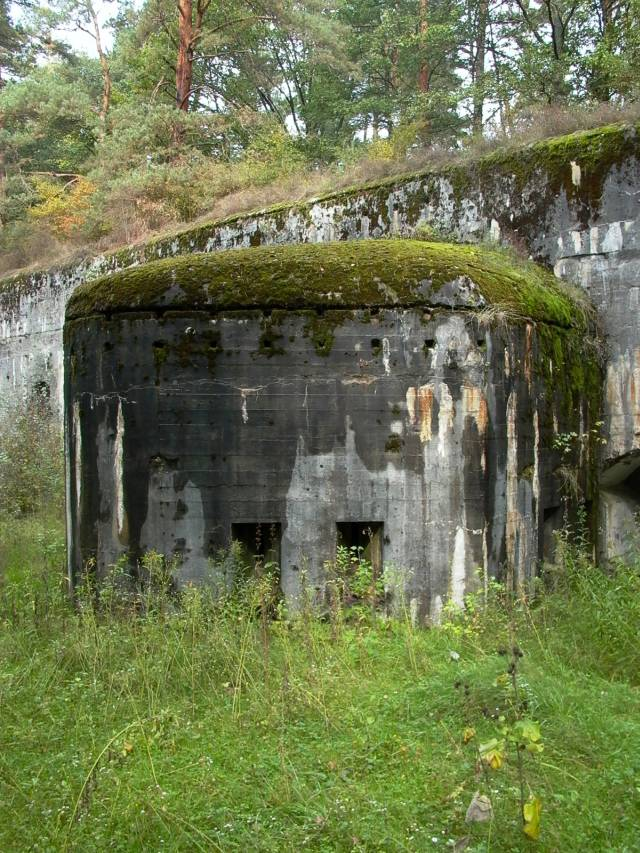
Форт XV
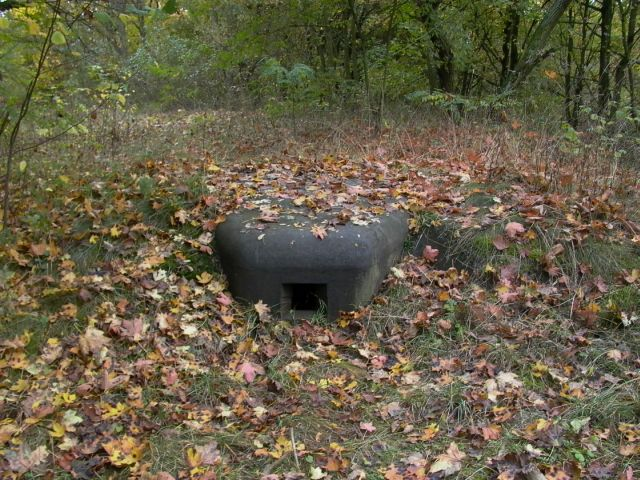
Форт XVI, вогнева точка
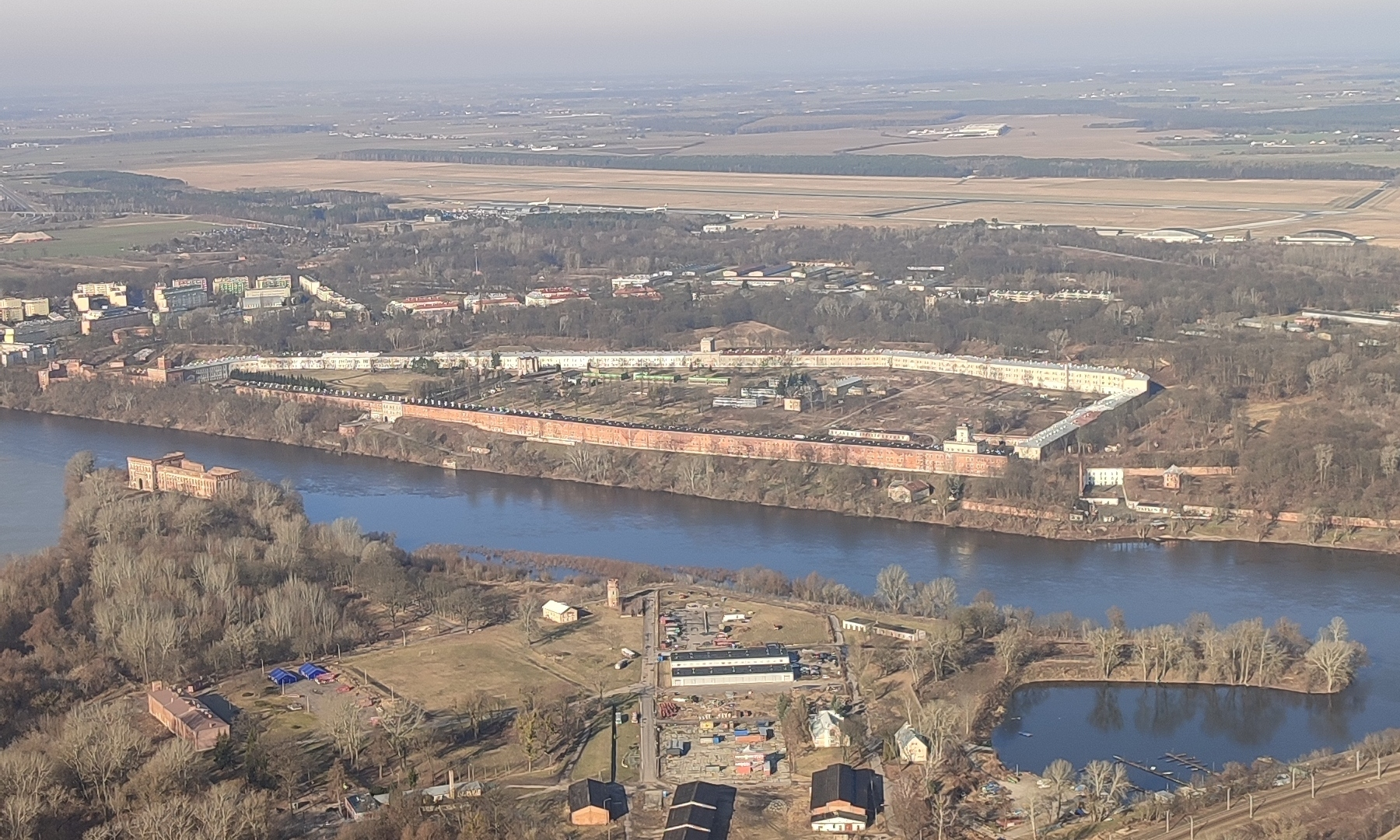
Загальний вигляд